# Thermisches Management von Hochleistungs-Leuchtdioden
Das Thermisches Management von Hochleistungs-Leuchtdioden (Highpower-LED) beschreibt technische Verfahren die Verlustleistung von Leuchtdioden (LED), welche primär als Leuchtmittel eingesetzt werden, abzuführen um so zu hohe Temperaturen an der Leuchtdiode und damit einhergehende Schäden zu vermeiden. Der Großteil der Leistung einer Leuchtdiode, ca. 70 %, wird in Verlustwärme umgesetzt, der Rest von ca. 30 % in sichtbares Licht. Kann diese Wärme nicht entsprechend abgeführt werden, sinkt der Wirkungsgrad und die Standzeit der Leuchtdiode verkürzt sind.
Für eine hohe Standzeit der Leuchtdiode ist es notwendig, die Temperatur der Sperrschicht auf einen maximalen Wert zu begrenzen. Das thermische Management von High-Power-LEDs ein Bereich der Forschung und Entwicklung.

## Allgemeines
Um eine niedrige Sperrschichttemperatur beizubehalten, die die hohe Leistung einer LED aufrechterhält, sollte jede Möglichkeit der Wärmeabfuhr von LEDs in Betracht gezogen werden. Wärmeleitung (Konduktion), Wärmeabtransport durch Luft (Konvektion) und Strahlung sind die drei Möglichkeiten zur Wärmeübertragung. Typischerweise sind LEDs in einem transparenten Harz eingekapselt, das ein schlechter Wärmeleiter ist. Fast die gesamte erzeugte Wärme wird durch die Rückseite des Chips geleitet. Wärme wird von dem p-n-Übergang durch elektrische Energie erzeugt, die nicht in Licht umgewandelt wurde. Sie gelangt über eine lange Strecke von der Verbindungsstelle zum Lötpunkt, vom Lötpunkt zur Leiterplatte und Leiterplatte zur Wärmesenke und wird dann zur Atmosphäre der äußeren Umgebung geleitet.
Die Sperrschichttemperatur ist niedriger, wenn die thermische Impedanz kleiner ist oder die Umgebungstemperatur niedriger ist. Um den nutzbaren Umgebungstemperaturbereich für eine gegebene Verlustleistung zu maximieren, muss der gesamte Wärmewiderstand von der Verbindungsstelle zur Umgebung minimiert werden. Die Werte für den Wärmewiderstand variieren stark in Abhängigkeit von dem Material und der anliegenden Komponenten. Zum Beispiel reicht der thermische Widerstand Sperrschicht zum Gehäuse abhängig vom LED-Hersteller von 2,6 °C/W bis 18 °C/W. Die thermische Beständigkeit der eingesetzten Materialien variiert ebenfalls in Abhängigkeit von dem ausgewählten Materialtyp. Gängige Materialien sind Epoxy, Wärmeleitpaste, Haftkleber und Lot. High-Power-LEDs werden oft auf Metallkern-Leiterplatten (MCPCB) montiert, die an einem Kühlkörper befestigt werden. Wärme, die durch die metallische Modul-Platte und dem wärmeableitenden Kühlkörper geleitet wird, wird anschließend durch Konvektion und Strahlung abgeführt. Neben der Konstruktion und Bauart des Kühlkörpers sind die Oberflächenebenheit und Qualität jeder Komponente, der Anpressdruck, die Kontaktfläche, die Art des Interface-Material und dessen Dicke. Dies sind Parameter für die Wärmebeständigkeit bzw. die Kühlung der LED durch den Wärmeabtransport.

## Passive Kühlung
Faktoren für passive Kühlung für effizientes Wärmemanagement von High-Power-LEDs sind:

### Wärmeleitkleber
Wärmeleitkleber wird normalerweise verwendet, um LED an der Platine und die Platine dann mit dem Kühlkörper zu verbinden.

### Kühlkörper
Kühlkörper tragen maßgeblich dem Abtransport von Wärme bei. Er funktioniert als Wärmeleiter, der die Wärme von der LED-Quelle zum äußeren Medium leitet. Kühlkörper können Energie auf drei Arten ableiten: Wärmeleitung (Konduktion: Wärmeübertragung innerhalb eines oder auch von einem Feststoff zu einem anderen), Konvektion (Wärmeübergang von einem Feststoff zu einem sich bewegenden Fluid, für die meisten LED-Anwendungen ist das Fluid die Umgebungsluft) oder Strahlung (Wärmeübertragung von zwei Körper unterschiedlicher Oberflächentemperaturen durch Wärmestrahlung).
- Material – Die Wärmeleitfähigkeit des Materials, aus dem der Kühlkörper besteht, beeinflusst direkt die Verlustleistung der Wärmeleitung. Normalerweise wird wegen des ausgesprochen guten Preis-Leistungs-Verhältnisses Aluminium verwendet. Bei flachen Kühlkörpern wird auch, trotz des hohen Einkaufpreises oft Kupfer mitverwendet. Neue Materialien umfassen Thermoplaste, die verwendet werden, wenn die Anforderungen an die Wärmeableitung niedriger als normal sind (z.Bsp. oft im Heimbedarf) oder komplexe Formen im Spritzgussverfahren sinnvoll sind. Graphitlösungen haben oft einen effektiveren Wärmeübergang (nicht Wärmeleitung) als Kupfer bei geringeren Gewicht als Aluminium. Graphit gilt als exotische Kühllösung und ist in der Produktion teurer. Wärmerohre können auch zu Kühlkörpern aus Aluminium oder Kupfer hinzugefügt werden, um den Ausbreitungswiderstand zu verringern.
- Form – Der Wärmeübergang findet an der Oberfläche des Kühlkörpers statt. Daher sollten Kühlkörper so ausgelegt werden, dass sie eine große Oberfläche haben. Dies kann erreicht werden, indem eine große Anzahl feiner Rippen verwendet wird oder indem der Kühlkörper selbst vergrößert wird.[3]

Obwohl eine größere Oberfläche zu einer besseren Kühlleistung führt, muss zwischen den Rippen ausreichend Platz vorhanden sein, um eine beträchtliche Temperaturdifferenz zwischen der Kühlrippe und der Umgebungsluft zu erzeugen. Wenn die Rippen zu nahe beieinander stehen, kann die Luft dazwischen fast die gleiche Temperatur wie die Rippen haben, so dass keine Wärmeübertragung stattfindet. Daher führen mehr Kühlrippen nicht zwingend zu mehr Kühlleistung.
- Oberflächenbeschaffenheit – Wärmestrahlung von Kühlkörpern ist eine Funktion der Oberflächenbeschaffenheit, insbesondere bei höheren Temperaturen. Eine lackierte Oberfläche hat einen größeren Emissionsgrad als eine helle, unlackierte Oberfläche. Der Effekt ist am bemerkenswertesten bei flachen Kühlkörpern, bei denen etwa ein Drittel der Wärme durch Strahlung abgeführt wird. Darüber hinaus ermöglicht eine optimale flache Kontaktfläche die Verwendung einer dünneren Wärmeleitpaste, die den Wärmewiderstand zwischen der Wärmesenke und der LED-Quelle reduziert. Auf der anderen Seite wird durch Anodisieren oder Ätzen auch der thermische Widerstand verringert.
- Montage – Kühlkörperbefestigungen mit Schrauben oder Federn sind oft besser als herkömmliche Clips, Wärmeleitkleber oder Klebeband. Für die Wärmeübertragung zwischen LED-Quellen über 15 Watt und LED-Kühlern wird empfohlen, ein hochwärmeleitendes Schnittstellenmaterial (TIM) zu verwenden, das einen Wärmewiderstand über der Schnittstelle von weniger als 0,2 K/W hat. Derzeit ist die gebräuchlichste verwendete Methode ein Phasenänderungsmaterial, das bei Raumtemperatur in Form eines festen Kissens aufgetragen wird, sich dann aber zu einer dicken gelatinösen Flüssigkeit umwandelt, sobald es über 45 °C steigt.

### Wärmerohre und Dampfkammern
Wärmerohre und Dampfkammern wirken passiv und ihre Wärmeleitfähigkeiten sind sehr effektiv von 10.000 bis 100.000 W/mK. Sie bieten folgenden Vorteile im LED-Wärmemanagement:
- transportiert Wärme zu einem anderen Kühlkörper mit minimalem Temperaturabfall
- isothermisiert durch natürliche Konvektion eine Wärmesenkung, erhöht dabei die Effizienz und reduziert seine Größe. Es ist ein Fall bekannt, in dem die Zugabe von fünf Wärmerohren die Wärmesenkenmasse um 34 % von 4,4 kg auf 2,9 kg reduzierte.[5]
- den hohen Wärmefluss direkt unter einer LED effizient in einen niedrigeren Wärmefluss um, der einfacher abgeleitet werden kann.[6]

### Leiterplatten

#### MCPCB
MCPCB (Metal Core PCB) sind Leiterplatten, die ein Basismetallmaterial zur Wärmeverteilung als integralen Bestandteil der Leiterplatte enthalten. Der Metallkern besteht üblicherweise aus einer Aluminiumlegierung. MCPCB hat den Vorteil einer dielektrische Polymerschicht mit hoher Wärmeleitfähigkeit.

#### Separierung
Durch das Separieren der LED-Treiberschaltung von der LED-Platine wird verhindert, dass die vom Treiber erzeugte Wärme die LED-Sperrschichttemperatur erhöht.

### Platinenbeschichtung

#### Additivprozess
Auf den Leiterplatten werden beim Herstellungsprozess zur Erstellung von leitenden Strukturoberfläche leitenden Stoffen auf dem Trägermaterial aufgebracht. Dabei wird der Leiter nur auf das vorgegebenen Leiterbahnbild aufgetragen. Im Gegensatz wird dies im Subtraktivverfahren weggeätzt. Grundsätzlich ist eine direkte Verbindung zum Aluminiumkühlkörper gegeben; So wird für die Schaltung kein zusätzliches Material für die thermische Verbindung benötigt. Das reduziert die wärmeleitenden Schichten und Wärmefläche. Verarbeitungsschritte, Materialarten und Materialmengen werden reduziert. Aluminiumleiterplatte (auch IMS-Leiterplatten für Insulated Metal Substrate) – Es erhöht die thermische Verbindung und bietet eine hohe dielektrische Durchschlagsspannung. Materialien vertragen Hitze bis zu 600 °C. Die Schaltungen sind direkt auf Aluminiumsubstraten befestigt, so dass keine Wärmeleitmaterialien erforderlich sind. Durch die verbesserte thermische Verbindung kann die Sperrschichttemperatur der LED um bis zu 10 °C gesenkt werden. Dies ermöglicht dem Entwickler, die Anzahl der auf einer Platine benötigten LEDs zu verringern, indem die Leistung für jede LED erhöht wird. Es kann auch die Größe des Substrats verringert werden, um dimensionalen Beschränkungen gerecht zu werden. Es ist belegt, dass eine Verringerung der Übergangstemperatur die Lebensdauer der LED stark erhöht.

### Gehäuseform
- Flip-Chip – Der LED-Chip wird mit der Vorderseite nach unten auf der Halterung montiert, die üblicherweise aus Silizium oder Keramik besteht und als Wärmeverteiler und Trägersubstrat eingesetzt wird. Die Flip-Chip-Montage kann eutektisch, bleireich, bleifrei oder Gold-Stub sein. Die primäre Lichtquelle kommt von der Rückseite des LED-Chips. Zwischen dem Lichtemitter und den Lötstellen ist normalerweise eine reflektierende Schicht eingebaut, um das Licht, das nach unten emittiert wird, zu reflektieren. Mehrere Unternehmen setzen Flip-Chip-Gehäuse für ihre High-Power-LED ein, wodurch die thermische Beständigkeit der LED um etwa 60 % reduziert wird. Gleichzeitig wird die thermische Zuverlässigkeit erhalten.